# Liste der Biografien/Res
Liste der Biografien |
Portal Biografien |
Personensuche
# |
A |
B |
C |
D |
E |
F |
G |
H |
I |
J |
K |
L |
M |
N |
O |
P |
Q |
R |
S |
T |
U |
V |
W |
X |
Y |
Z |
?
 
Ra |
Rb |
Rd |
Re |
Rh |
Ri |
Rj |
Rk |
Rl |
Rm |
Rn |
Ro |
Rr |
Rs |
Rt |
Ru |
Rv |
Rw |
Rx |
Ry |
Rz
 
Rea |
Reb |
Rec |
Red |
Ree |
Ref |
Reg |
Reh |
Rei |
Rej |
Rek |
Rel |
Rem |
Ren |
Reo |
Rep |
Req |
Rer |
Res |
Ret |
Reu |
Rev |
Rew |
Rex |
Rey |
Rez
Die Liste der Biografien führt alle Personen auf, die in der deutschsprachigen Wikipedia einen Artikel haben. Dieses ist eine Teilliste mit 364 Einträgen von Personen, deren Namen mit den Buchstaben „Res“ beginnt.

## Res
- Res, US-amerikanische Sängerin und Songwriterin

### Resa
- Resa, Alexander J. (1887–1964), US-amerikanischer Politiker
- Resa, Neithard (* 1950), deutscher Bratschist und ehemaliges Mitglied der Berliner Philharmoniker
- Resa, Nikolaus (* 1980), deutscher Pianist
- Résal, Jean (1854–1919), französischer Bauingenieur
- Resampa, André (1924–1993), madagassischer Politiker
- Resanow, Alexander Iwanowitsch (1817–1887), russischer Architekt und Hochschullehrer
- Resanow, Grigori Fjodorowitsch (1905–1978), sowjetischer Botschafter
- Resanow, Nikolai Petrowitsch (1764–1807), russischer Staatsmann
- Resanzew, Jakow Wladimirowitsch (* 1973), russischer Offizier, Generalleutnant der Russischen Streitkräfte und Kommandant der 49. ArmeeJakow Wladimirowitsch Resanzew (* 1973)

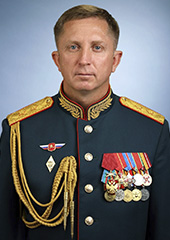
Jakow Wladimirowitsch Resanzew (* 1973)

- Resanzew, Waleri Grigorjewitsch (* 1942), sowjetischer Ringer
- Resatz, Gustav (1903–1962), österreichischer Bildhauer

### Resc
- Resch, Alexander (* 1979), deutscher Rennrodler
- Resch, Alfred (* 1890), deutscher Richter und Präsident des Oberlandesgerichts München
- Resch, Aloys (1779–1863), deutscher Jurist, königlich bayerischer Beamter, Historiker
- Resch, Andreas (* 1934), italienischer Ordensgeistlicher, Theologe, Psychologe und Paranormologe
- Resch, Andreas (* 1953), deutscher Manager, Vorstandsmitglied der Modalis Management AG
- Resch, Andreas (* 1962), österreichischer Wirtschaftshistoriker
- Resch, Clara (* 1995), deutsche Politikerin (Bündnis 90/Die Grünen)
- Resch, Daniel (* 1984), österreichischer Politiker (ÖVP)
- Resch, Ernst (1807–1864), deutscher Maler
- Resch, Erwin (* 1961), österreichischer Skirennläufer
- Resch, Franz (* 1931), österreichischer Politiker (SPÖ), Landtagsabgeordneter im Burgenland
- Resch, Franz (* 1969), österreichischer Fußballspieler und -trainer
- Resch, Georg (1892–1952), österreichischer Politiker (ÖVP), Landtagsabgeordneter, Mitglied des Bundesrates
- Resch, Gerald (* 1975), österreichischer Komponist und Hochschullehrer
- Resch, Glenn (* 1948), US-amerikanisch-kanadischer Eishockeyspieler und -trainer
- Resch, Hans (* 1930), deutscher Fußballspieler
- Resch, Hans-Dieter (1932–2022), deutscher Komponist, Dirigent und Arrangeur
- Resch, Helmuth (* 1933), österreichischer Fechter, Holzforscher und Hochschullehrer
- Resch, Hugo (1925–1994), deutscher Sprachforscher
- Resch, Ingo (1939–2020), deutscher Verleger
- Resch, Ingrid (* 1936), deutsche Schauspielerin
- Resch, Jakob, deutscher Bobsportler
- Resch, Johann (1890–1960), österreichischer Politiker (SPÖ), Landtagsabgeordneter
- Resch, Josef (1880–1939), österreichischer Politiker und Jurist
- Resch, Joseph (1716–1782), Tiroler Priester, Professor und Historiker
- Resch, Joseph (1819–1901), deutscher Maler
- Resch, Jürgen (* 1960), deutscher UmweltschützerJürgen Resch (* 1960)

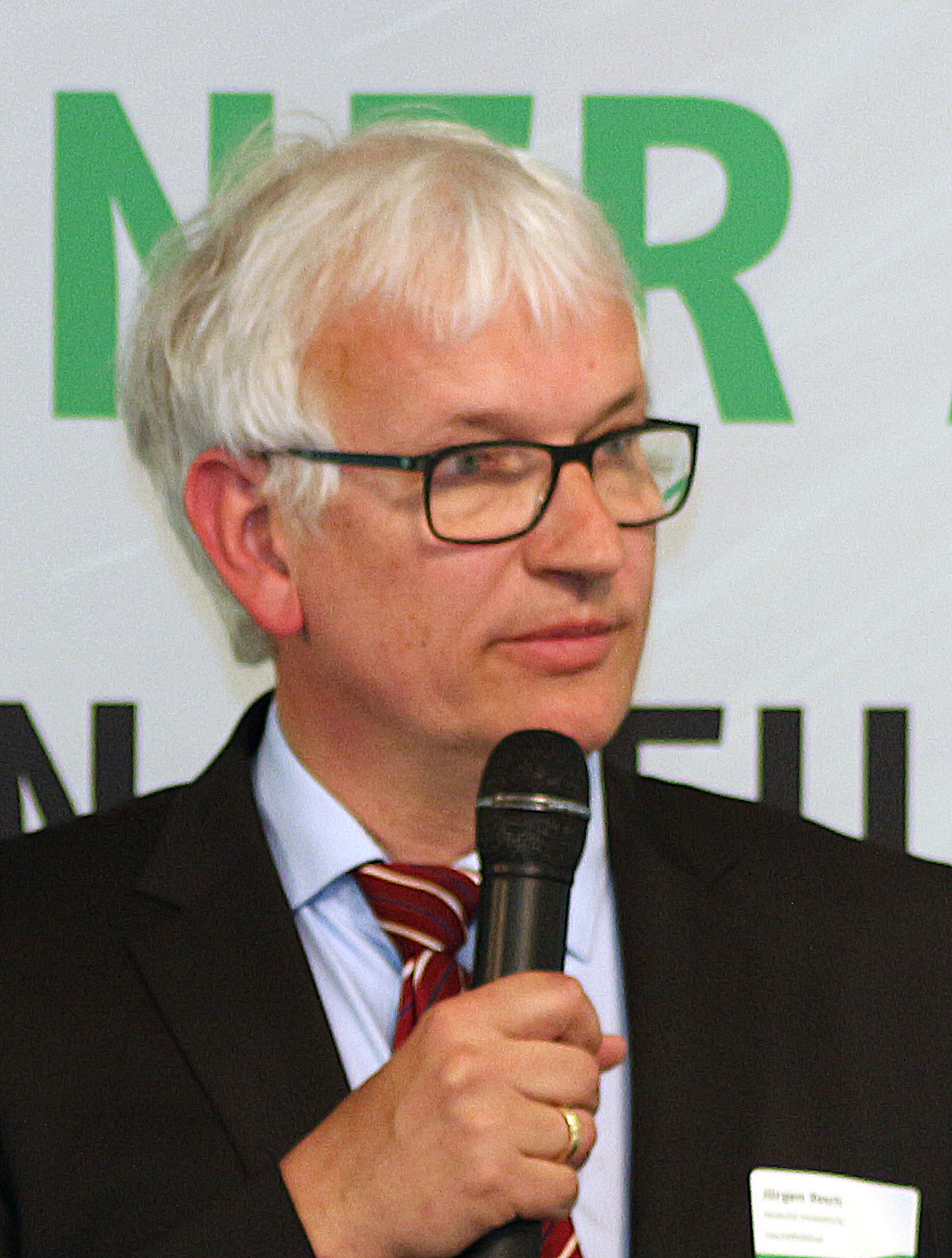
Jürgen Resch (* 1960)

- Resch, Kati (* 1967), deutsche Juristin, Richterin am Bundesgerichtshof
- Resch, Klaus (* 1938), deutscher Verleger und Politiker (AUD, Die Grünen)
- Resch, Klemens (* 1989), österreichischer Politiker (FPÖ), Landtagsabgeordneter
- Resch, Leopold (1877–1937), österreichischer Trachtenmaler
- Resch, Leopold (1900–1971), österreichischer Fußballspieler
- Resch, Lisa (1908–1949), deutsche Skirennläuferin
- Resch, Lukas (* 2000), deutscher Badmintonspieler
- Resch, Marcus (* 1965), deutscher Angestellter und Politiker (AfD)
- Resch, Martin (1649–1709), Abt des Benediktinerstiftes Kremsmünster
- Resch, Max (1932–2011), deutscher Boxer
- Resch, Monika, deutsches Fotomodell sowie Schönheitskönigin
- Resch, Nicole (* 1975), deutsche Juristin und Geschäftsführerin der IBU
- Resch, Nikolaus (* 1984), österreichischer Segler
- Resch, Peter (1873–1966), deutscher Ordenspriester (Pallottiner)
- Resch, Raimund, österreichischer Skispringer
- Resch, Reinhard (* 1955), österreichischer Arzt, Politiker und Bürgermeister der Stadt Krems an der Donau
- Resch, Reinhard (* 1966), österreichischer Jurist und Hochschullehrer
- Resch, Roland (* 1951), deutscher Ingenieur, Naturschützer und Politiker (B’90/Grüne)
- Resch, Roland (* 1984), österreichischer Motorradrennfahrer
- Resch, Roman (1922–1976), österreichischer Politiker (ÖVP), Landtagsabgeordneter
- Resch, Rudi (* 1983), italienischer Naturbahnrodler
- Resch, Sabine (* 1966), deutsche Kommunikationswissenschaftlerin und Journalistin
- Resch, Sophie (* 1985), österreichische Film- und Theaterschauspielerin
- Resch, Stephanie (* 1995), österreichische Skirennläuferin
- Resch, Tobias (* 1996), österreichischer Schauspieler
- Resch, Volkmar (* 1938), deutscher Fußballspieler und -trainer
- Resch, Walter (* 1937), deutscher Politiker, SED- und FDGB-Funktionär
- Resch, Walter (1939–1995), österreichischer Techniker und Politiker (SPÖ), Abgeordneter zum Nationalrat
- Resch, Walter Sebastian (1889–1962), deutscher Bildhauer
- Resch, Wilfried A. (* 1960), österreichischer Schriftsteller
- Resch, Wolfgang (* 1990), österreichischer Opernsänger (Bariton)
- Resch-Treuwerth, Jutta (1941–2015), deutsche Journalistin, Ehe- und Familienberaterin
- Reschen, Josef (* 1941), österreichischer Kommunalpolitiker (SPÖ), Bürgermeister der Stadt Salzburg und Präsident des Salzburger Museumsvereins
- Rescheneder, Walter (* 1948), österreichischer Komponist, Dirigent und Musikpädagoge
- Reschenthaler, Guy (* 1983), US-amerikanischer Politiker der Republikanischen Partei
- Rescher, Gayne (1924–2008), US-amerikanischer Kameramann
- Rescher, Nicholas (1928–2024), US-amerikanischer PhilosophNicholas Rescher (1928–2024)

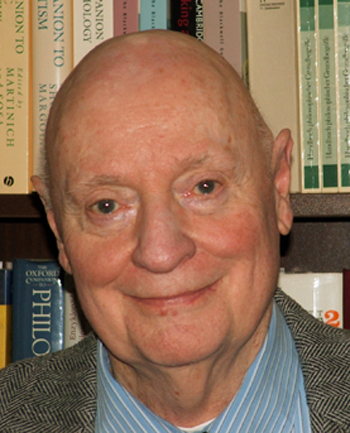
Nicholas Rescher (1928–2024)

- Rescher, Norbert (* 1969), deutscher Politiker (AfD) und Landtagsabgeordneter in Brandenburg
- Rescher, Oskar (1883–1972), deutsch-türkischer Arabist und Turkologe
- Rescher, Wilhelm (1911–1983), deutscher Politiker (KPD/SED), Oberbürgermeister von Potsdam
- Reschetichin, Nikolai Jurjewitsch (* 1958), russischer Mathematiker
- Reschetkowa, Olga (* 1982), kirgisische Skilangläuferin
- Reschetnikow, Anton (* 1986), russischer Radrennfahrer
- Reschetnikow, Maxim Gennadjewitsch (* 1979), russischer Politiker
- Reschetnikow, Wassili Iwanowitsch (1891–1919), russischer Revolutionär
- Reschetnikow, Wassili Wassiljewitsch (1919–2023), sowjetischer Militärpilot, Generaloberst und Stellvertreter des Oberbefehlshabers der Luftstreitkräfte der Sowjetunion
- Reschetnikow, Weniamin Sergejewitsch (* 1986), russischer Säbelfechter
- Reschetnjak, Anatolij (* 1955), sowjetischer Mittelstreckenläufer
- Reschetnjak, Juri Grigorjewitsch (1929–2021), sowjetischer Mathematiker
- Reschetnjak, Wiktor (1950–2015), ukrainischer Arzt und Politiker
- Reschetnjow, Michail Fjodorowitsch (1924–1996), sowjetischer und russischer Raumfahrtingenieur
- Reschetnyk, Jewdokija (1903–1996), ukrainische Biologin und Umweltnaturwissenschaftlerin
- Reschika, Richard (* 1962), deutscher Autor und Übersetzer
- Reschke, Anja (* 1972), deutsche Journalistin, Publizistin und ModeratorinAnja Reschke (* 1972)

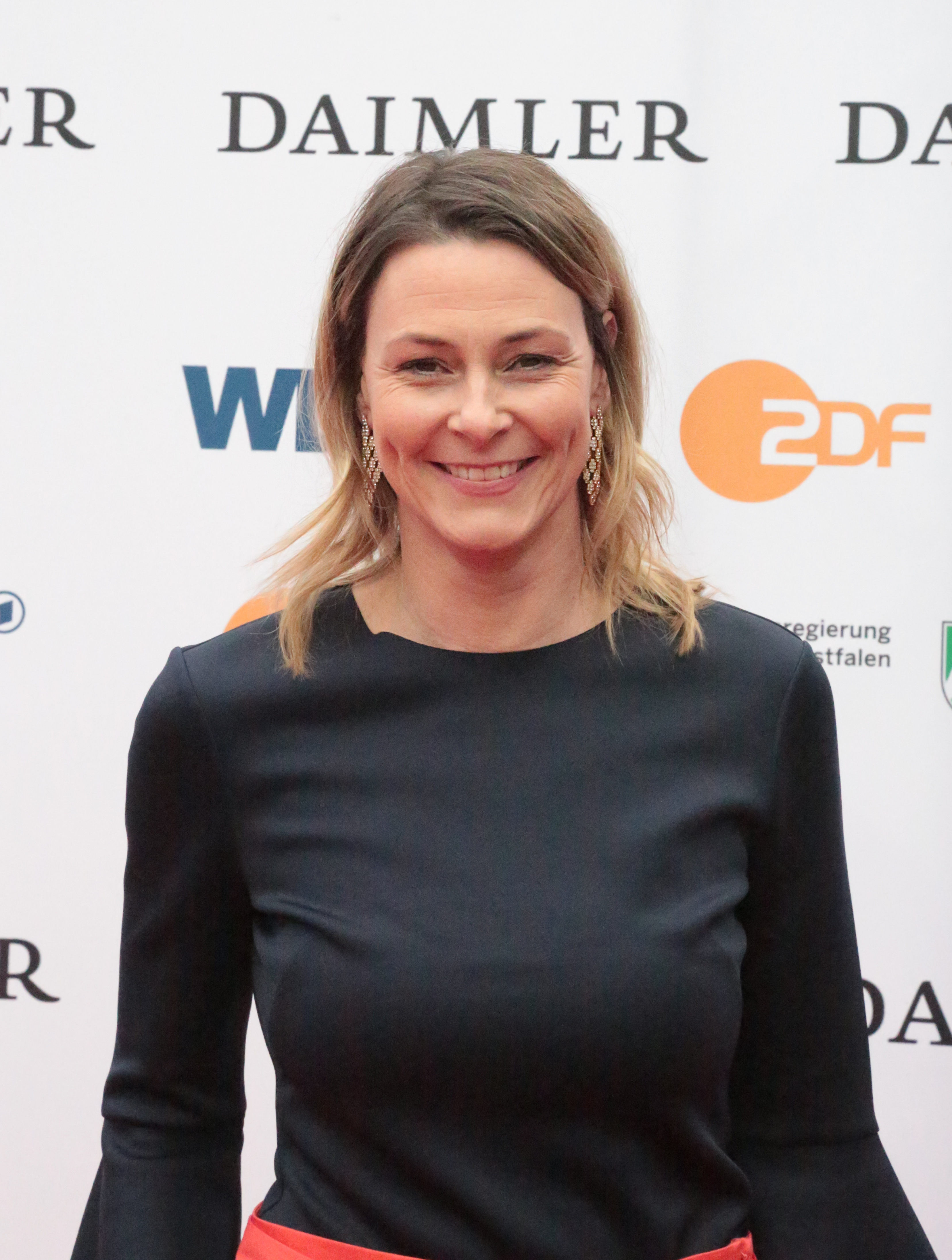
Anja Reschke (* 1972)

- Reschke, Eberhard (* 1925), deutscher Klassischer Archäologe
- Reschke, Eike (1934–2020), deutscher Sportrechtler und Hochschullehrer
- Reschke, Erich (1902–1980), deutscher politischer KZ-Häftling, Polizeipräsident
- Reschke, Ethel (1911–1992), deutsche Schauspielerin und Sängerin
- Reschke, Franz Hermann (1871–1934), deutscher Verwaltungsjurist
- Reschke, Gisela (* 1942), deutsche Künstlerin, Buntpapierexpertin und Papierhistorikerin
- Reschke, Hans (1904–1995), deutscher Jurist und Politiker (NSDAP, später parteilos)
- Reschke, Hans Hermann (* 1933), deutscher Politiker (CDU), Manager
- Reschke, Hasso (* 1941), deutscher Wirtschaftswissenschaftler
- Reschke, Heinz (1922–1990), deutscher Tischtennisspieler und -trainer
- Reschke, Ingrid (1936–1971), deutsche Filmregisseurin
- Reschke, Jörk-Eckart (* 1938), deutscher Flottillenadmiral der Deutschen Marine
- Reschke, Karin (* 1940), deutsche Schriftstellerin
- Reschke, Karl (1886–1941), deutscher Chirurg und Hochschullehrer
- Reschke, Karl (* 1925), deutscher Gehörlosenfunktionär
- Reschke, Katharina (* 1968), deutsche Autorin für Bücher und Drehbücher
- Reschke, Klaus (1953–2008), deutscher Sportschütze
- Reschke, Knut (1943–1991), deutscher Schauspieler, Hörspiel- und Synchronsprecher
- Reschke, Max (1894–1964), deutscher Lehrer und jüdischer Funktionär
- Reschke, Max (* 1995), deutscher Politiker
- Reschke, Max (* 1995), deutscher Schauspieler
- Reschke, Michael (* 1957), deutscher FußballmanagerMichael Reschke (* 1957)

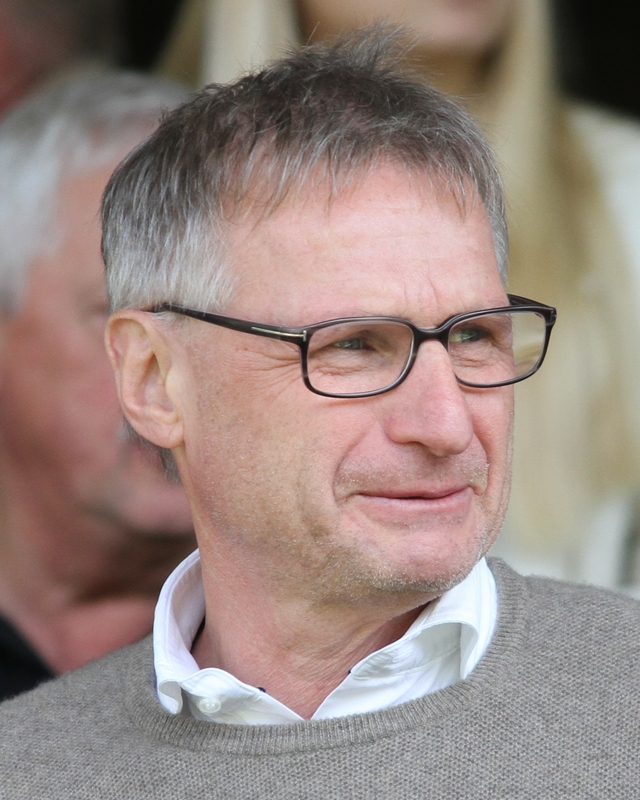
Michael Reschke (* 1957)

- Reschke, Otto (* 1941), deutscher Politiker (SPD), MdB
- Reschke, Renate (* 1944), deutsche Philosophin und Kulturwissenschaftlerin
- Reschke, Rudolf Helmut (* 1931), deutscher Publizist und Herausgeber
- Reschke, Stefan (1965–2022), deutscher Schachspieler und -trainer
- Reschke, Thomas (* 1932), deutscher Slawist und literarischer Übersetzer
- Reschke, Uli, Person der Pädophilenbewegung
- Reschke, Walter (* 1942), deutscher Fußballtorwart
- Reschke, Willi (1922–2017), deutscher Jagdflieger
- Reschko, Aron Grigorjewitsch (1927–1985), sowjetischer Schachspieler
- Reschkowski, Robert (* 1951), deutscher Performance-Künstler und Maler
- Reschl, Hilli (1926–2018), österreichische Schauspielerin
- Reschl, Richard (* 1949), deutscher Soziologe, Stadtplaner und Hochschullehrer
- Reschny, Hermann (1898–1971), österreichischer Politiker (NSDAP), MdR, Landtagsabgeordneter, Mitglied des BundesratesHermann Reschny (1898–1971)

Hermann Reschny (1898–1971)

- Reschny, Walter (1931–2011), deutscher Unternehmer
- Reschofsky, Sándor (1887–1972), ungarischer Pianist, Komponist und Musikpädagoge
- Reschovsky, Helene (1907–1994), österreichisch-amerikanische Mathematikerin und Hochschullehrerin
- Reschreiter, Rudolf (1868–1938), deutscher Maler
- Reschwamm-Schulze, Anke (* 1972), deutsche Skilangläuferin
- Rescigno, Nicola (1916–2008), amerikanischer Dirigent italienischer Herkunft
- Rescius, Antonius († 1583), deutscher Weihbischof und Universitätsdekan
- Rescius, Rutgerus († 1545), niederländischer Humanist und Professor in Löwen
- Resconi, Elisa (* 1971), italienische Physikerin

### Rese
- Rese, Mario (1964–2013), deutscher Ökonom und Hochschulprofessor
- Rese, Tatjana (* 1956), deutsche Regisseurin und Autorin
- Reseg, Mirco (* 1972), deutscher SchauspielerMirco Reseg (* 1972)

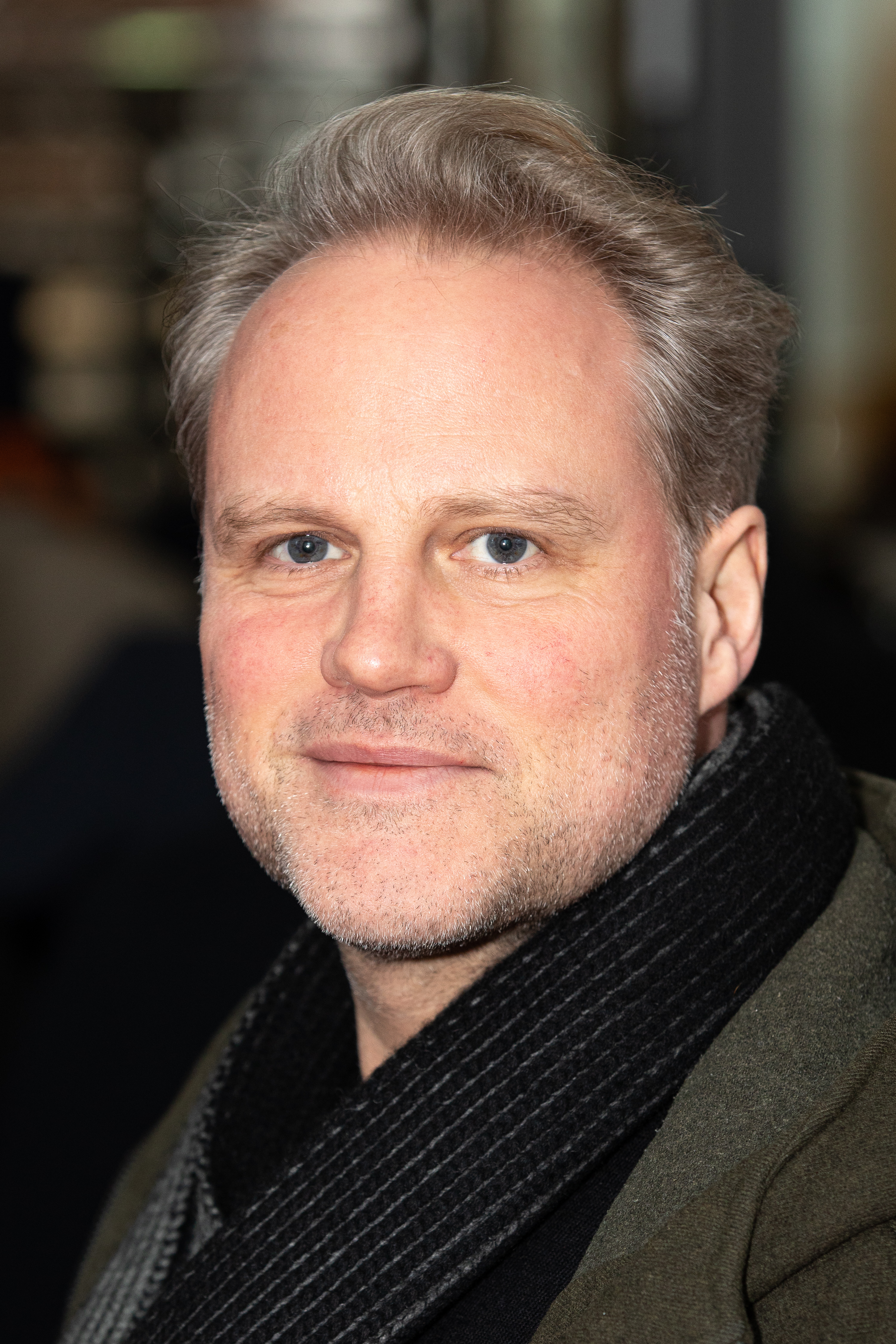
Mirco Reseg (* 1972)

- Resegatti, Livia (* 1991), Schweizer Unihockeyspielerin
- Resel, Hans (1861–1928), österreichischer Journalist und Politiker (SDAP), Mitglied des Bundesrates
- Resel, Werner (* 1935), deutsch-österreichischer Cellist und Vorstand der Wiener Philharmoniker
- Reseler, Dietrich († 1441), römisch-katholischer Bischof von Dorpat
- Resemann, Léon (1844–1924), deutscher Theaterdirektor sowie Theater- und Filmschauspieler
- Resen, Joachim Friedrich (1680–1764), preußischer Beamter
- Resen, Peder Hansen (1625–1688), dänischer Jurist und Historiker
- Resenberg, Alfred (* 1942), deutscher Fußballspieler
- Resende, Alessandra (* 1975), brasilianische Speerwerferin
- Resende, Carlos (* 1971), portugiesischer Handballspieler und -trainer
- Resende, Garcia de († 1536), portugiesischer Chronist und Dichter
- Resende, Joana (* 2001), portugiesische Handballspielerin
- Resende, José (* 1945), brasilianischer Künstler
- Resende, Júlio (* 1982), portugiesischer Jazzmusiker (Piano, Komposition)
- Resende, Nuno (* 1973), portugiesischer Sänger
- Resendez, Angel Maturino (1960–2006), mexikanischer SerienmörderAngel Maturino Resendez (1960–2006)

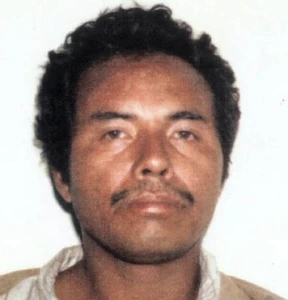
Angel Maturino Resendez (1960–2006)

- Reséndiz, Pedro (* 1974), mexikanischer Fußballspieler
- Reseneder, Anton (1919–2003), deutscher Politiker (CSU), MdL
- Reser, Harry (1896–1965), US-amerikanischer Jazzpianist, Arrangeur und Songwriter
- Reset, Virgile (* 1985), französischer Fußballspieler
- Resetar, Adalbert (* 1950), österreichischer Politiker (ÖVP), Landtagsabgeordneter
- Rešetár, Lukáš (* 1984), tschechischer Futsalspieler
- Resetar, Michaela (* 1966), österreichische Politikerin (ÖVP), Landesrätin im Burgenland
- Rešetar, Milan (1860–1942), Sprachwissenschaftler, Slawist, Numismatiker und Historiker
- Resetarits, Florian (* 1986), österreichischer Sänger und Schauspieler
- Resetarits, Kathrin (* 1973), österreichische Regisseurin, Schauspielerin, Schriftstellerin und Dramaturgin
- Resetarits, Lukas (* 1947), österreichischer Kabarettist und Schauspieler
- Resetarits, Peter (* 1960), österreichischer Journalist und Moderator
- Resetarits, Thomas (1939–2022), österreichischer Bildhauer
- Resetarits, Willi (1948–2022), österreichischer Sänger und MenschenrechtsaktivistWilli Resetarits (1948–2022)

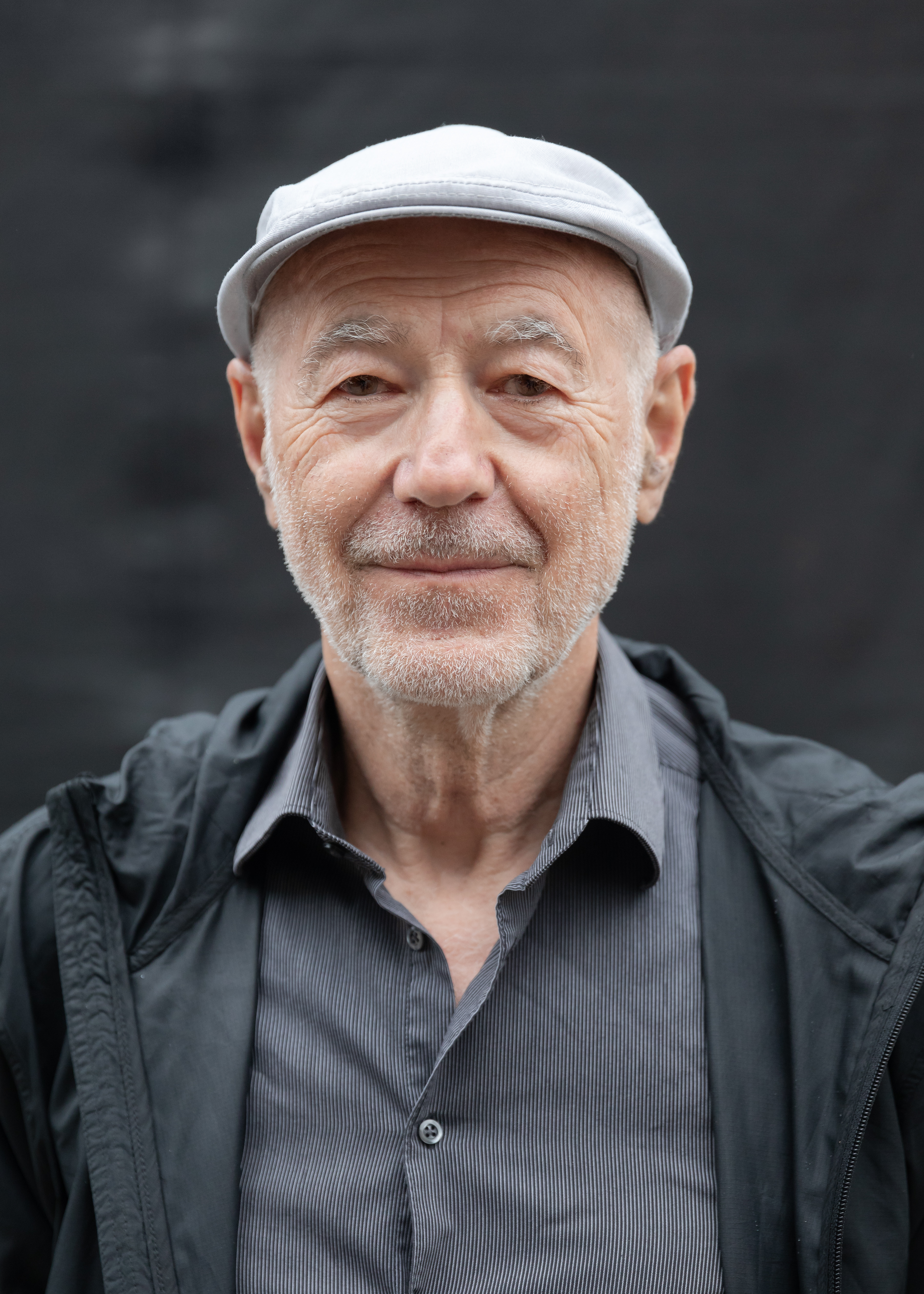
Willi Resetarits (1948–2022)

- Rešetka, Michal (1794–1854), slowakischer Geistlicher und Verleger
- Resewitz, Friedrich Gabriel (1729–1806), Pädagoge und Bildungspolitiker

### Resh
- Reshammiya, Himesh (* 1969), indischer Sänger und Komponist
- Reshef, Ifat (* 1968), israelische Diplomatin
- Reshef, Yossi (* 1973), israelischer Konzertpianist, Pädagoge und Dirigent
- Resheff, Rachel (* 2000), US-amerikanische Schauspielerin
- Reshevsky, Samuel (1911–1992), US-amerikanischer Schachspieler

### Resi
- Resi, Ingerid Gjøstein (1901–1955), norwegische liberale Politikerin und Frauenrechtlerin
- Resiana, Zelin (* 1972), indonesische Badmintonspielerin
- Reşid Akif Pascha (1863–1920), osmanisch-türkischer Autor und Politiker
- Reşid Pascha, Mustafa (1800–1858), osmanischer Staatsmann und Diplomat
- Reşid, Mehmed (1873–1919), Gouverneur von Diyarbekir
- Resida, Leandro (* 1989), niederländischer Fußballspieler
- Reside, Stuart (* 1978), australischer Ruderer
- Residente (* 1978), puerto-ricanischer RapperResidente (* 1978)

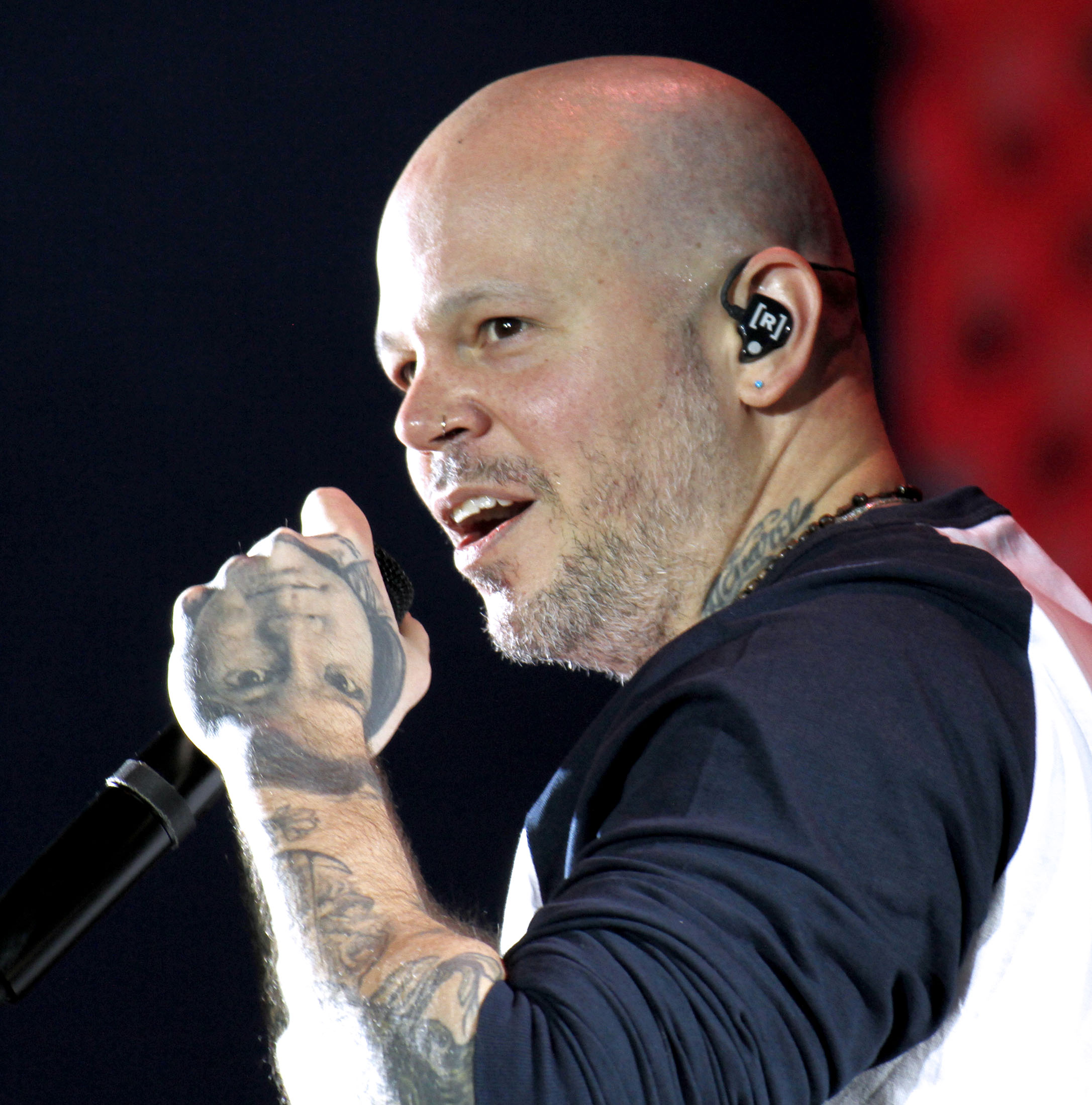
Residente (* 1978)

- Resik, Lauri (* 1969), estnischer Radrennfahrer
- Resinarius, Balthasar († 1544), deutscher Komponist
- Resing, Volker (* 1970), deutscher Journalist und Publizist
- Resinger, Peter (* 2000), österreichischer Skispringer
- Resino, Abel (* 1960), spanischer Fußballtrainer und Ex-Spieler
- Resino, Andrés (1940–2011), spanischer Schauspieler
- Resizki, Wladimir Petrowitsch (1944–2001), russischer Altsaxophonist und Bandleader

### Resk
- Reske, Emily (* 2005), deutsche Fußballspielerin
- Reske, Hans-Joachim (* 1940), deutscher Leichtathlet und Olympiamedaillengewinner
- Reske, Herbert (1937–2022), deutscher Fußballspieler
- Reske, Jürgen (* 1956), deutscher Fußballspieler
- Reske-Nielsen, Finn (* 1950), dänischer Diplomat bei den Vereinten Nationen, Chef der UNMIT
- Reski, Gunter (* 1961), deutscher Maler
- Reski, Hans († 2021), deutscher Journalist und Buchautor
- Reski, Heiko (* 1963), deutscher Weit- und Dreispringer
- Reski, Petra (* 1958), deutsche Journalistin und SchriftstellerinPetra Reski (* 1958)

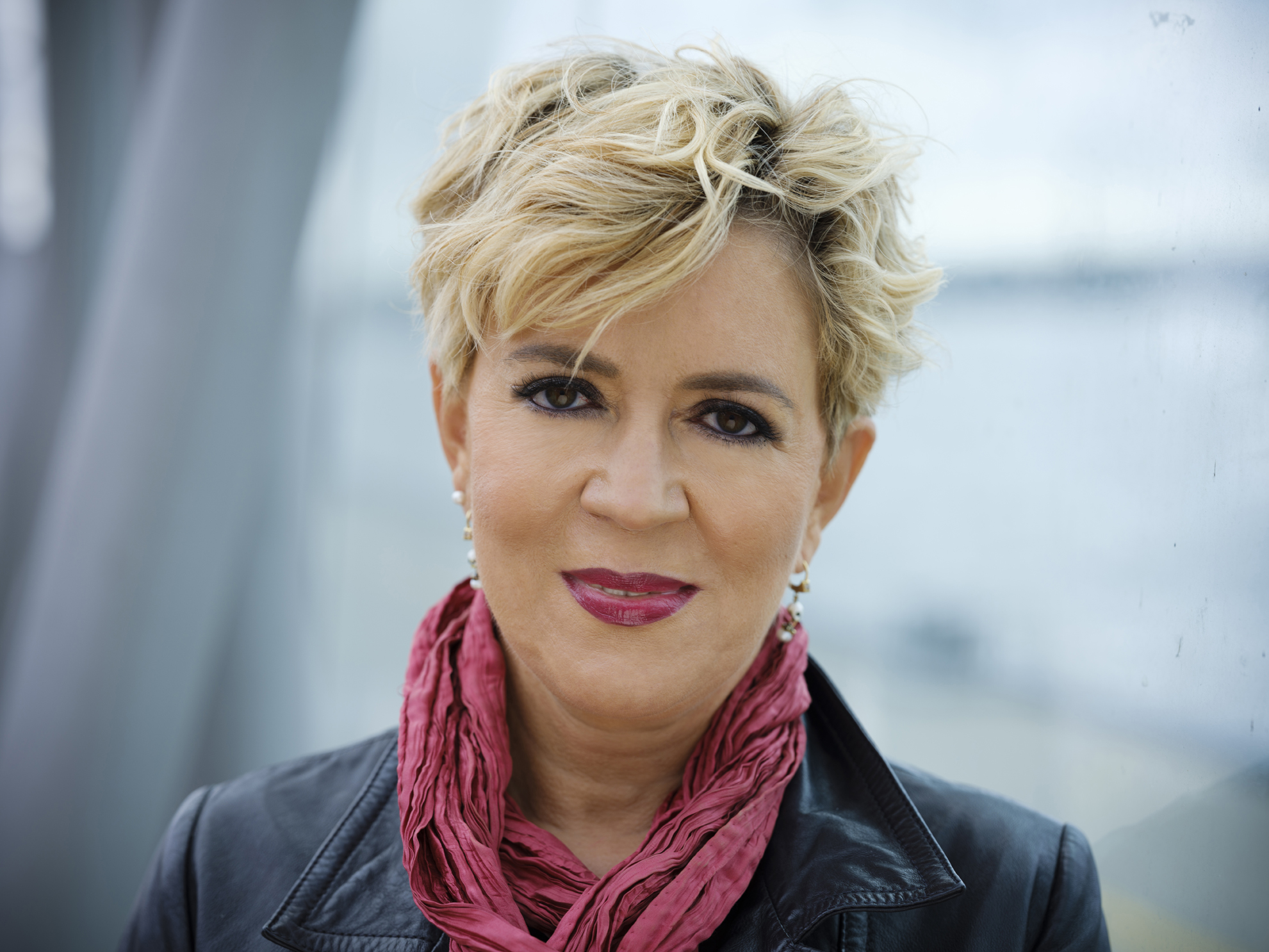
Petra Reski (* 1958)

- Reski, Ralf (* 1958), deutscher Biologe und Hochschullehrer
- Reskin, Barbara F. (* 1945), US-amerikanische Soziologin

### Resl
- Resl, Franz (1883–1954), österreichischer Komiker, Unterhaltungskünstler und Schriftsteller
- Resl, Josef (* 1956), österreichischer Musiker
- Resler, Johann Joseph (1702–1772), österreichischer kaiserlicher Hofbildhauer des Barock
- Resler, Jörg (* 1955), deutscher Schauspieler sowie Arzt und Schriftsteller
- Reslfeld, Johann Karl von (1658–1735), österreichischer Barockmaler
- Reslhuber, Augustin (1808–1875), österreichischer Ordensgeistlicher, Benediktiner-Abt, Wissenschaftler und Politiker, Landtagsabgeordneter

### Resm
- Reşmen, Erkam (* 1989), türkischer Fußballspieler

### Resn
- Resnais, Alain (1922–2014), französischer Filmregisseur
- Resnick, David (1924–2012), israelischer Architekt und Stadtplaner brasilianischer Herkunft
- Resnick, David (* 1953), US-amerikanischer Komponist und Musikpädagoge
- Resnick, Faye (* 1957), US-amerikanische Schauspielerin
- Resnick, Joseph Y. (1924–1969), US-amerikanischer Politiker
- Resnick, Lynda (* 1944), US-amerikanische Unternehmerin und Philanthropin
- Resnick, Mike (1942–2020), US-amerikanischer Science-Fiction-Autor
- Resnick, Mitchel (* 1956), US-amerikanischer Pädagoge und Professor für Lernforschung
- Resnick, Robert, US-amerikanischer Schauspieler und Synchronsprecher
- Resnick, Robert (1923–2014), US-amerikanischer Physiker
- Resnick, Stephen (1938–2013), US-amerikanischer Ökonom und Hochschullehrer
- Resnik, Eduard (* 1989), ukrainischer Beachvolleyballspieler
- Resnik, Ilja Rachmielewitsch (* 1938), russischer Dichter
- Resnik, Judith (1949–1986), US-amerikanische AstronautinJudith Resnik (1949–1986)

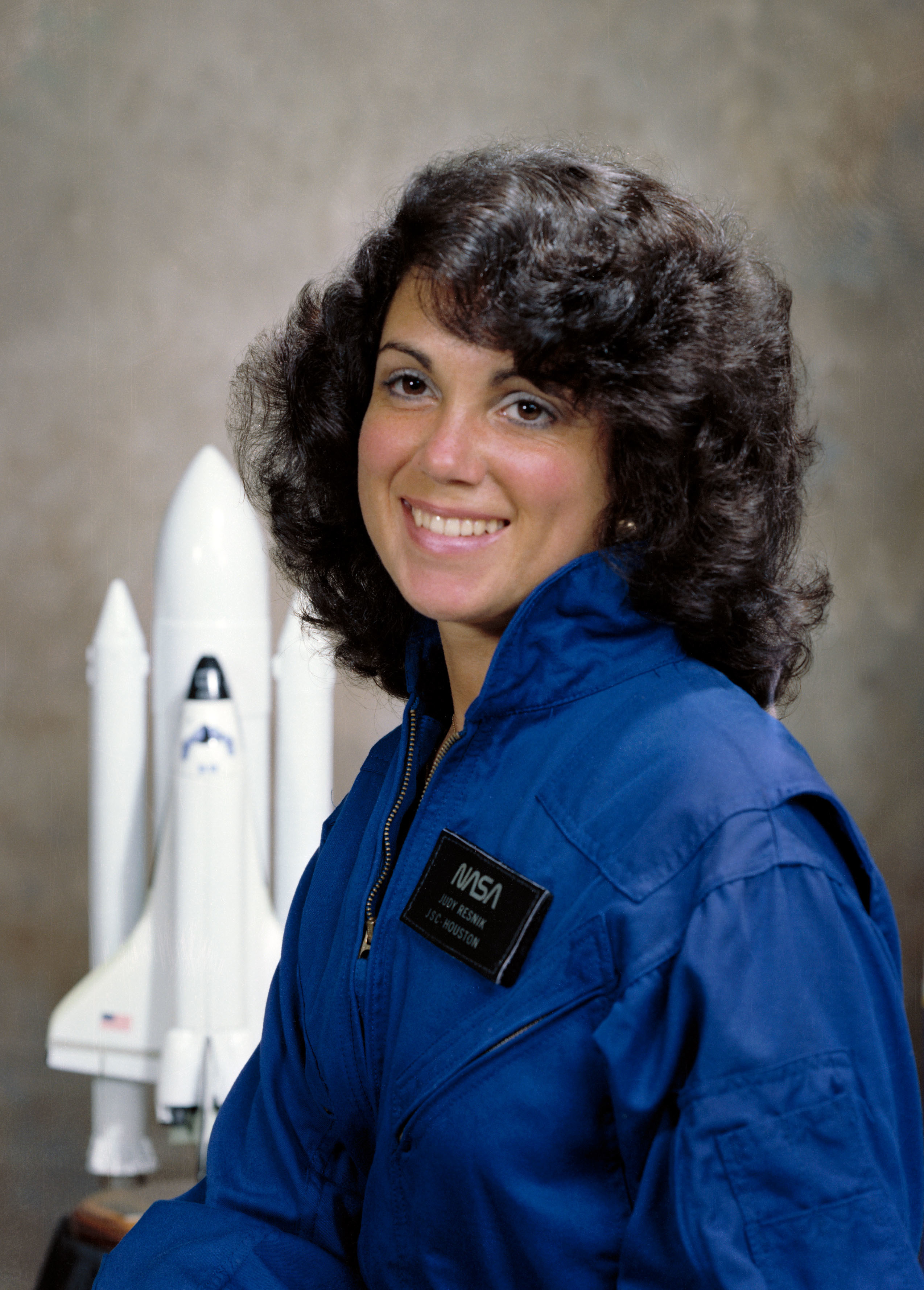
Judith Resnik (1949–1986)

- Resnik, Kateryna (* 1995), ukrainische Synchronschwimmerin
- Resnik, Regina (1922–2013), US-amerikanische Opernsängerin (Alt, Mezzosopran, Sopran)
- Resnik, Sepp (* 1953), österreichischer Soldat und Extremsportler
- Resnik, Vili (* 1963), slowenischer Rocksänger und Gitarrist
- Resnikow, Alexander (1960–2003), russischer Mathematiker
- Resnikow, Oleksij (* 1966), sowjetisch-ukrainischer Politiker und Anwalt, 17. Verteidigungsminister der Ukraine (seit 1991)
- Resnir, Olena (* 1978), ukrainische Handballspielerin
- Resnitschenko, Wladimir (* 1965), sowjetischer bzw. deutscher Fechter und Fechttrainer

### Reso
- Reso (* 1975), deutscher Graffiti-Künstler
- Resola, Héctor (* 1953), uruguayischer Fußballspieler
- Reson, Johannes, Komponist der Renaissance
- Resor, Stanley Rogers (1917–2012), US-amerikanischer Politiker

### Resp
- Respendial, König der Alanen
- Respighi, Elsa (1894–1996), italienische Sängerin (Sopran), Komponistin und Opernregisseurin
- Respighi, Lorenzo (1824–1889), italienischer Astronom
- Respighi, Ottorino (1879–1936), italienischer KomponistOttorino Respighi (1879–1936)

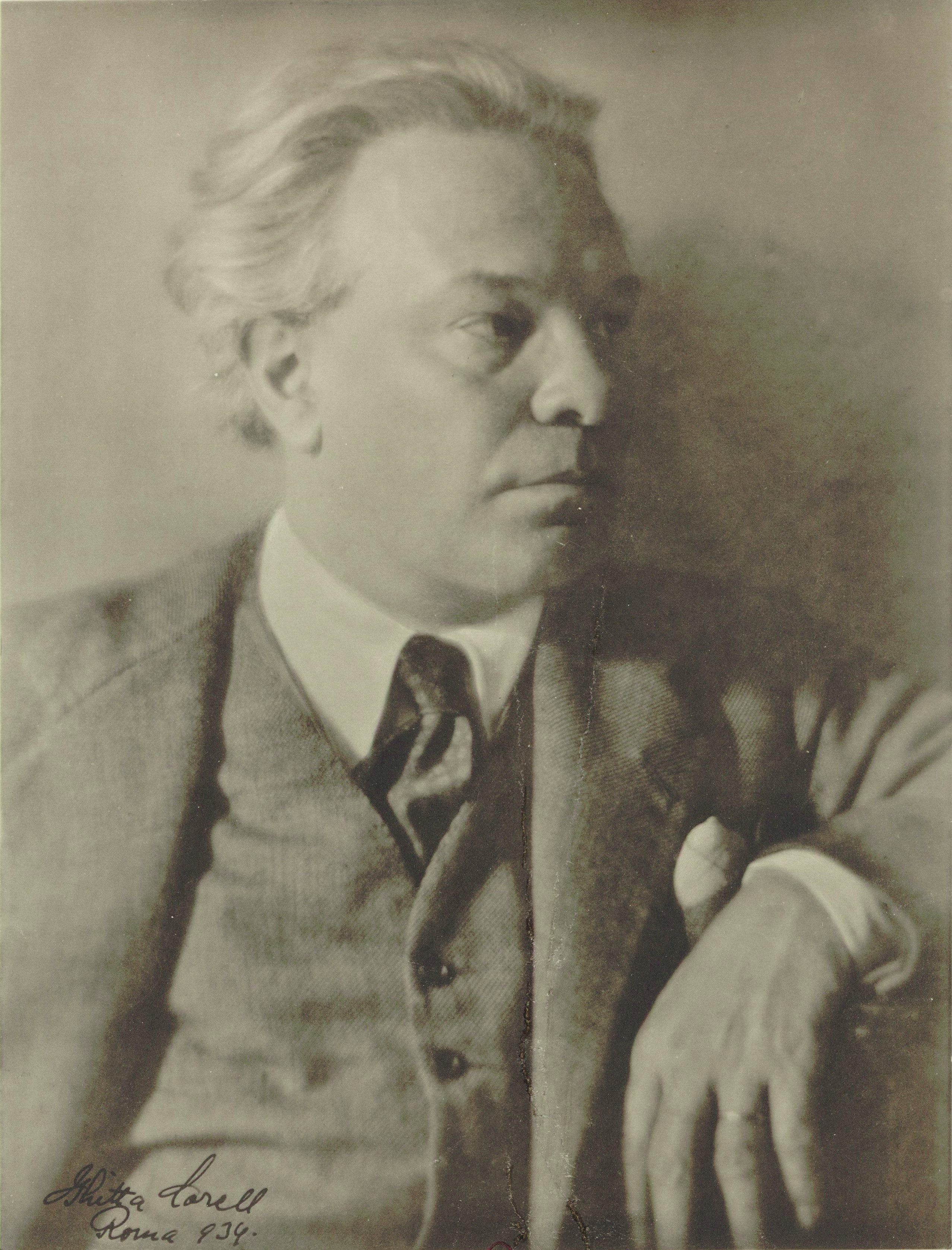
Ottorino Respighi (1879–1936)

- Respighi, Pietro (1843–1913), italienischer Bischof und Kardinal
- Respini, Gioachimo (1836–1899), Schweizer Journalist und Politiker (CVP)
- Respondek, Erwin (1894–1971), deutscher Politiker (Zentrum), MdR, Wirtschaftswissenschaftler, Spion und Widerstandskämpfer
- Respondek, Gerhard (1927–2001), deutscher Drehbuchautor und Regisseur
- Respondek, Marian (1957–2014), polnischer Fußballspieler

### Ress
- Reß, Alessandra (* 1989), deutsche Schriftstellerin
- Ress, Anton (1913–1972), deutscher Kunsthistoriker und Denkmalpfleger
- Reß, Antonia (* 1984), deutsche Schauspielerin
- Ress, Georg (* 1935), deutscher Rechtswissenschaftler und Richter am Europäischen Gerichtshof für Menschenrechte
- Reß, Johann Heinrich (1732–1803), deutscher lutherischer Theologe und Autor
- Ress, Sabine (1904–1985), deutsche Tänzerin, Ballettmeisterin, Tanzpädagogin und Choreografin
- Ress, Tomas (* 1980), italienischer Basketballspieler
- Reß, Ulrich (* 1956), deutscher Opern-, Operetten-, Lied- und Oratoriensänger in der Stimmlage Tenor
- Reß-Bohusch, Birgit (* 1942), deutsche Übersetzerin und Herausgeberin
- Ressa, Maria (* 1963), philippinische Journalistin und AutorinMaria Ressa (* 1963)

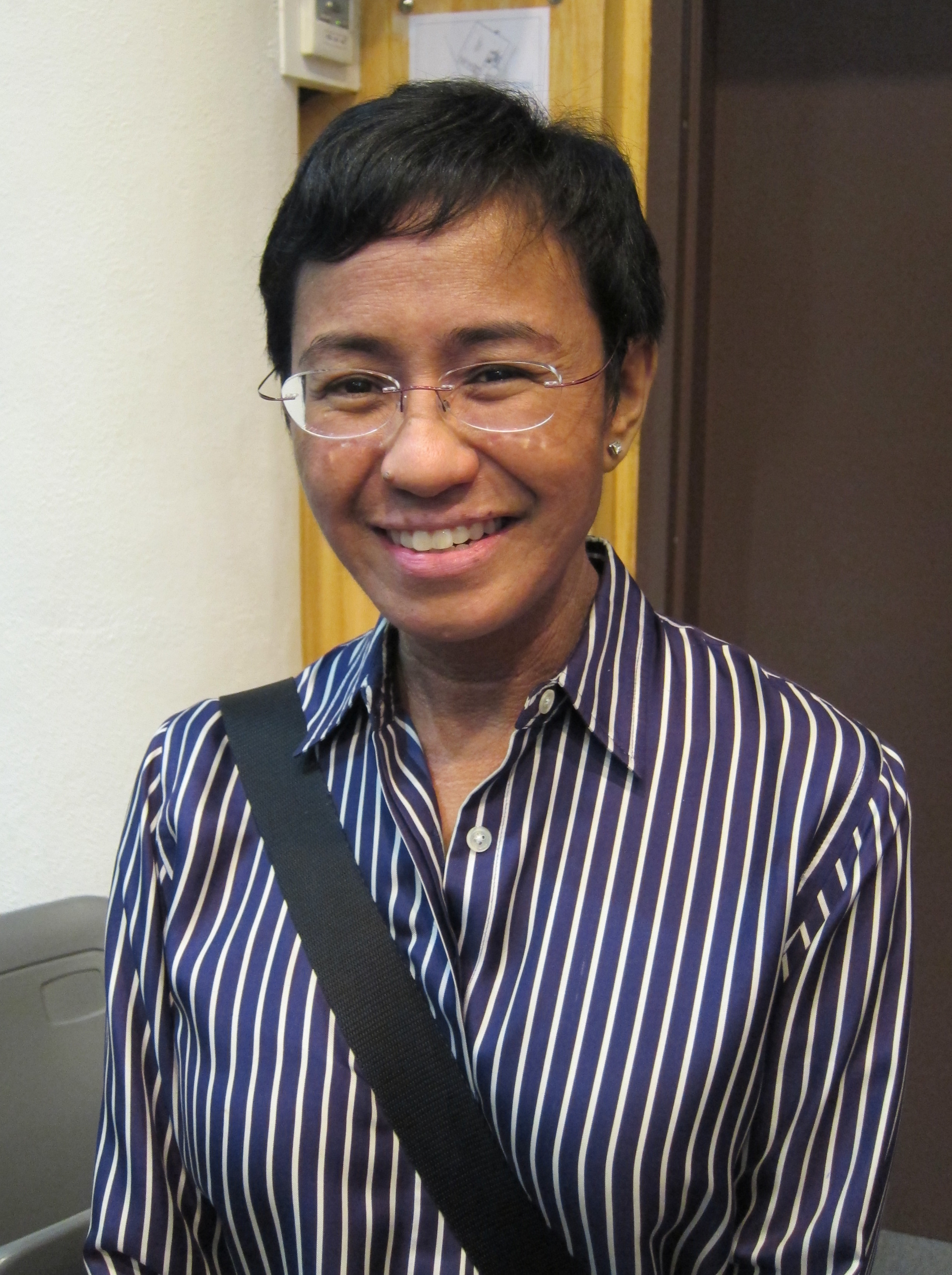
Maria Ressa (* 1963)

- Rességuier, Jules de (1788–1862), französischer Dichter
- Ressel, Artur (1896–1966), deutscher Maler
- Ressel, Dominic (* 1993), deutscher Judoka
- Ressel, Emil (1861–1926), tschechoslowakisch-sudetendeutscher Lehrer, Dichter und Rezitator
- Ressel, Emil (1921–1991), deutscher Maler, Grafiker und Karikaturist
- Ressel, Franco (1925–1985), italienischer Schauspieler
- Ressel, Gerhard (* 1945), deutscher Slawist
- Ressel, Hans-Joachim (* 1943), österreichischer Politiker (SPÖ), Landtagsabgeordneter, Abgeordneter zum Nationalrat
- Ressel, Jana, deutsche Choreografin
- Ressel, Jörg B. (* 1953), deutscher Hochschullehrer für Holzphysik
- Ressel, Josef (1793–1857), österreichischer Forstbeamter und ErfinderJosef Ressel (1793–1857)

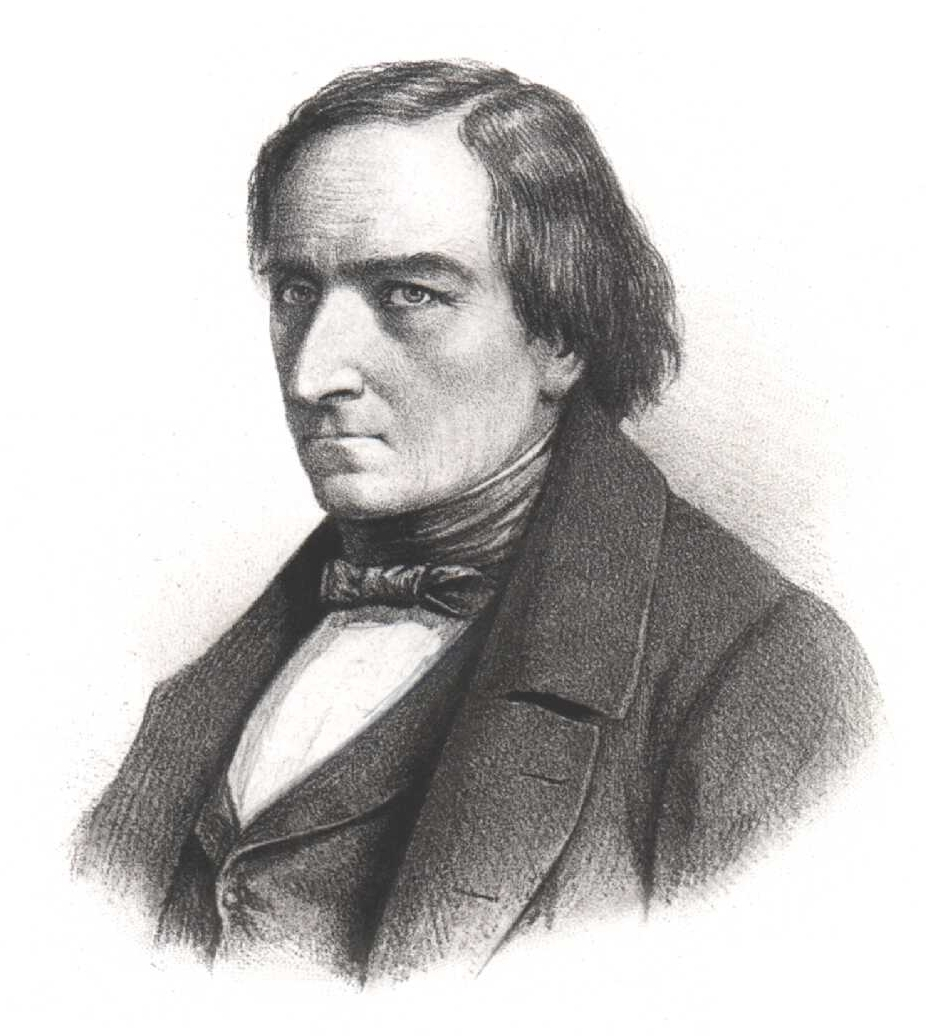
Josef Ressel (1793–1857)

- Ressel, Maria (1877–1945), österreichische Malerin, Grafikerin und Illustratorin
- Ressel, Ria (1885–1955), deutschböhmische Theaterschauspielerin
- Ressel, Rudolf (1921–2012), deutscher Marinemaler und Grafiker
- Ressel, Siegfried (* 1958), deutscher Filmemacher
- Ressel, Siegfried-Michael (1916–1997), deutscher Film- und Theaterschauspieler
- Ressel, Wolfram (* 1960), deutscher Ingenieur, Hochschullehrer und Rektor der Universität Stuttgart
- Ressell, Sigurd (1920–2010), norwegischer Möbeldesigner
- Resseneb, Bürgermeister auf Elephantine
- Resser, Charles E. (1889–1943), US-amerikanischer Paläontologe
- Resser, Efim (* 1952), sowjetischer und deutscher Basketballschiedsrichter
- Ressi, Christof (* 1989), österreichischer Komponist, Arrangeur und Softwareentwickler
- Ressig, Alfred von (1865–1930), österreichischer Verwaltungsbeamter
- Ressin, Wladimir Iossifowitsch (* 1936), russischer Politiker, Oberbürgermeister von Moskau (amtierend)
- Reßle, Josef (* 1986), deutscher Jazzmusiker (Piano, Komposition)
- Ressler, Christian (* 1991), österreichischer Fußball- und Futsalspieler
- Ressler, Karina (* 1957), österreichische Filmeditorin
- Reßler, Klaus (* 1943), deutscher Fußballtorhüter
- Ressler, Markus (* 1976), österreichischer Triathlet
- Ressler, Oliver (* 1970), österreichischer Künstler
- Ressler, Otto Hans (* 1948), österreichischer Schriftsteller, Kunstexperte und Auktionator
- Ressler, Robert (1937–2013), US-amerikanischer Kriminologe und FBI-Agent
- Ressler, Tony (* 1960), US-amerikanischer Unternehmer
- Ressman, Costantino (1832–1899), italienischer Diplomat und Politiker, Gesandter im Osmanischen Reich sowie in Frankreich und Senator
- Ressmann, Gerald (* 1970), österreichischer Eishockeyspieler und -trainer
- Ressmann, Peter (1965–2010), österreichischer Bergführer und Extremskifahrer
- Reßmer, Anja (* 1974), deutsche Schauspielerin
- Ressu, Camil (1880–1962), rumänischer Maler

### Rest
- Rest, Franco (1942–2022), deutscher Wissenschaftler, Ethikforscher und Mitbegründer der Hospizbewegung
- Rest, Jakob (* 1991), österreichischer Grasskiläufer
- Rest, John van de (1940–2022), niederländischer Regisseur und Drehbuchautor
- Rest, Josef (1884–1961), deutscher Bibliothekar
- Rest, Wolfgang (* 1957), österreichischer Filmschaffender, unter anderem als Produzent, Drehbuchautor und Produktionsmanager
- Rest-Hartjes, Gisela (1942–2017), deutsche Schriftstellerin und Lyrikerin
- Rest-Hinterseer, Heidemarie (* 1959), österreichische Politikerin (Grüne), Abgeordnete zum Nationalrat
- Resta, Dario (1884–1924), italienisch-britischer Automobilrennfahrer
- Resta, Paul di (* 1986), britischer AutomobilrennfahrerPaul di Resta (* 1986)

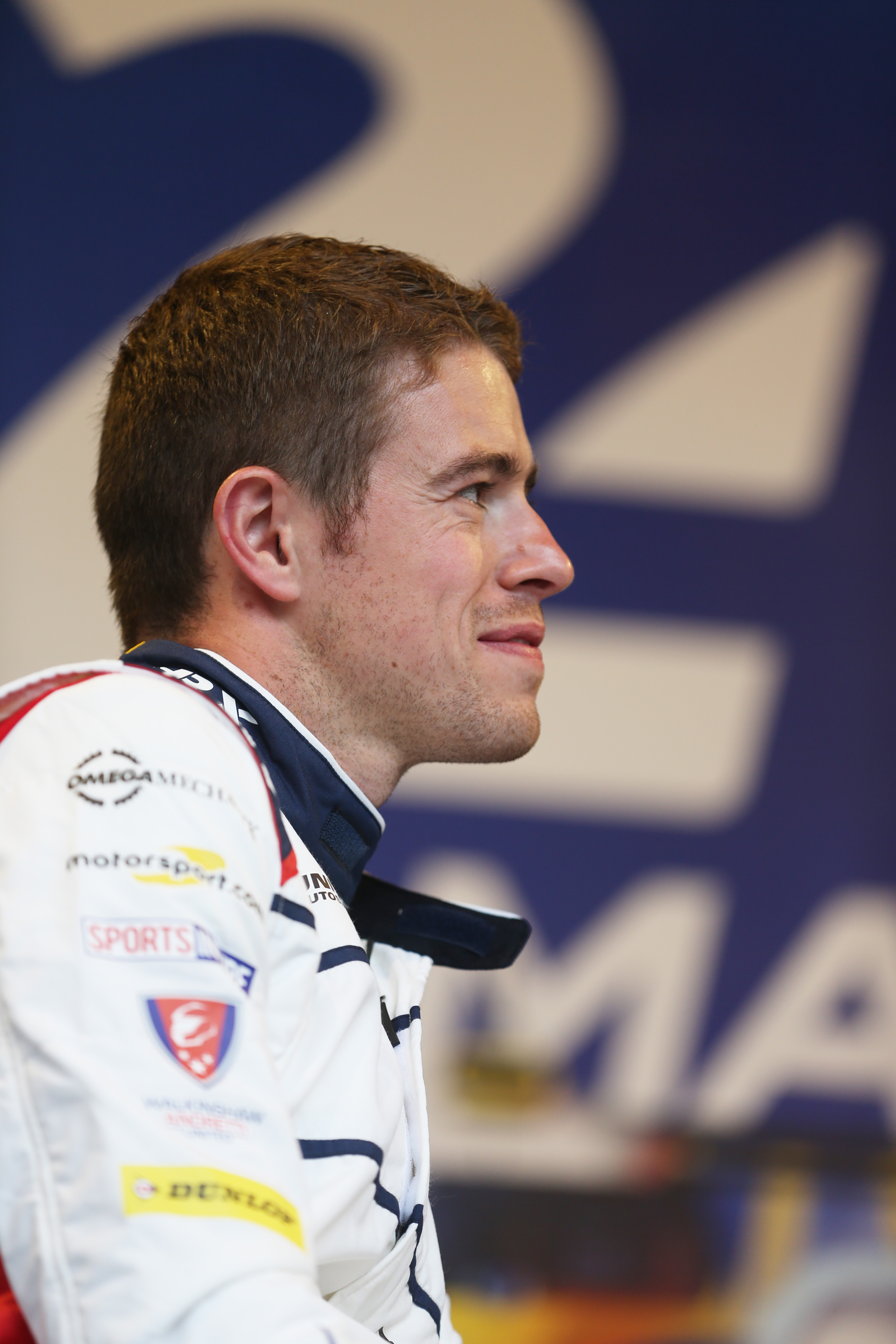
Paul di Resta (* 1986)

- Restad, Gudmund (1937–2021), norwegischer Politiker (Zentrumspartei), Mitglied des Storting
- Restallino, Carlo (1776–1864), italienischer Miniaturmaler und Radierer
- Restany, Pierre (1930–2003), französischer Kunsthistoriker
- Restar, Nelly (1939–2021), philippinische Leichtathletin
- Restauro, Zedrick, philippinisch-US-amerikanischer Schauspieler und Synchronsprecher
- Restaut, Pierre (1696–1764), französischer Grammatiker
- Restelli, Antonio (1877–1945), italienischer Bahnradsportler
- Restelli, Renato (* 1949), italienischer Künstler des italienischen Impressionismus
- Restes, Guillaume (* 2005), französischer Fußballtorhüter
- Restieaux, Alfred (1832–1911), britischer Händler in Polynesien
- Restif de la Bretonne, Nicolas Edme (1734–1806), französischer Romancier
- Restituta von Afrika, Christliche Märtyrerin
- Restitutus von Tricastinum, Heiliger der katholischen Kirch und erster Bischof von Saint-Paul-Trois-Châteaux
- Restivo, Franco (1911–1976), italienischer Politiker, Mitglied der Camera dei deputati
- Restle, Conny (* 1960), deutsche Musikwissenschaftlerin, Museumsdirektorin und Hochschullehrerin
- Restle, Georg (* 1965), deutscher FernsehmoderatorGeorg Restle (* 1965)

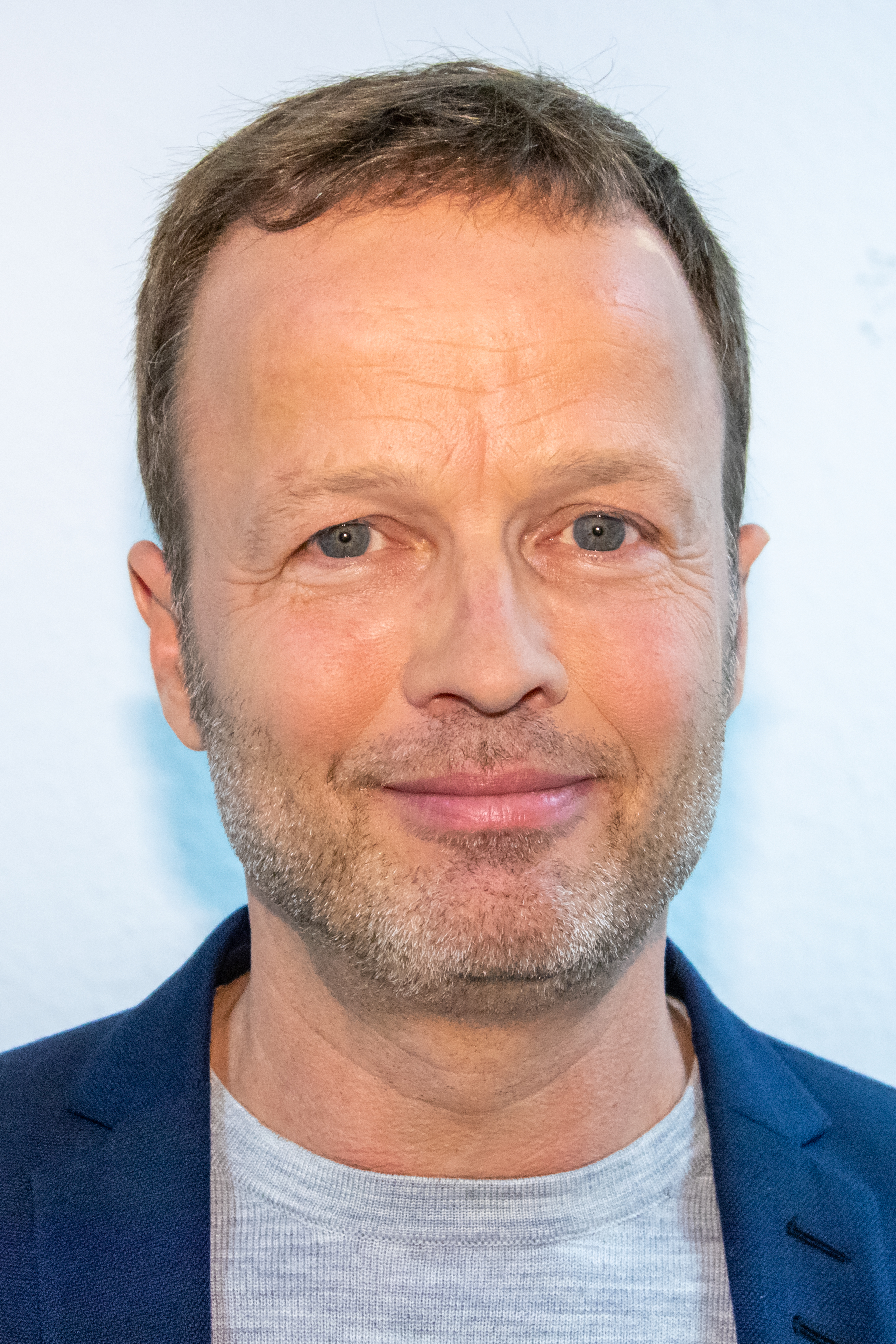
Georg Restle (* 1965)

- Restle, Hugo (1928–2011), deutscher Volkswirt und Vorstandssprecher der Agrippina Versicherungs AG
- Restle, Marcell (1932–2016), deutscher Byzantinist mit der Spezialisierung auf Byzantinische Kunstgeschichte
- Restle, Samuel (* 1998), deutscher Jazzmusiker (Posaune, Komposition)
- Restle, Stefie (1901–1978), deutsche Politikerin (SPD), MdL
- Restle-Apel, Simret (* 1984), deutsch-eritreische Langstreckenläuferin
- Resto Phanrang, Tarcisius (1929–1999), indischer Ordensgeistlicher und römisch-katholischer Erzbischof von Shillong
- Resto, Luis (* 1955), US-amerikanischer Weltergewichtsboxer
- Resto, Luis (* 1961), US-amerikanischer Musiker
- Restorff, Friedrich von (1783–1848), deutscher Offizier, Gutsbesitzer
- Restorff, Hedwig von (1906–1962), deutsche Ärztin und Psychologin
- Restorff, Horst von (1880–1953), deutscher Offizier, Gutsbesitzer und Politiker (DNVP), MdR
- Restorff, Karl von (1871–1946), deutscher Konteradmiral der Kaiserlichen Marine
- Restorff, Ludvig Adam Theodor (1825–1896), dänischer Maler
- Restorff, Wulf von (* 1940), deutscher Oberstarzt und Medizinprofessor
- Restori, Antonio (1859–1928), italienischer romanischer Philologe und Musikwissenschaftler
- Restout, Eustache (1655–1743), französischer Architekt und Maler
- Restout, Jacques, französischer Maler, Radierer und Kunstschriftsteller
- Restout, Jean (1692–1768), französischer Maler des Neoklassizismus
- Restout, Jean der Ältere († 1702), französischer Maler
- Restout, Marc († 1684), französischer Maler
- Restoux, Marie-Claire (* 1968), französische Judoka
- Restrepo Restrepo, Gonzalo (* 1947), kolumbianischer Geistlicher und römisch-katholischer Erzbischof von Manizales
- Restrepo Sáenz, José María (1880–1949), kolumbianischer Historiker
- Restrepo Tirado, Ernesto (1862–1948), kolumbianischer Historiker und Ethnologe
- Restrepo, Baltasar Álvarez (1901–1988), römisch-katholischer Geistlicher
- Restrepo, Guillermo (* 1976), kolumbianischer Chemiker
- Restrepo, Isabel (* 1983), kolumbianische Squashspielerin
- Restrepo, Jhonatan (* 1994), kolumbianischer Radrennfahrer
- Restrepo, Juan (* 1981), kolumbianischer Gitarrist, Komponist und Produzent
- Restrepo, Laura (* 1950), kolumbianische Schriftstellerin und AktivistinLaura Restrepo (* 1950)

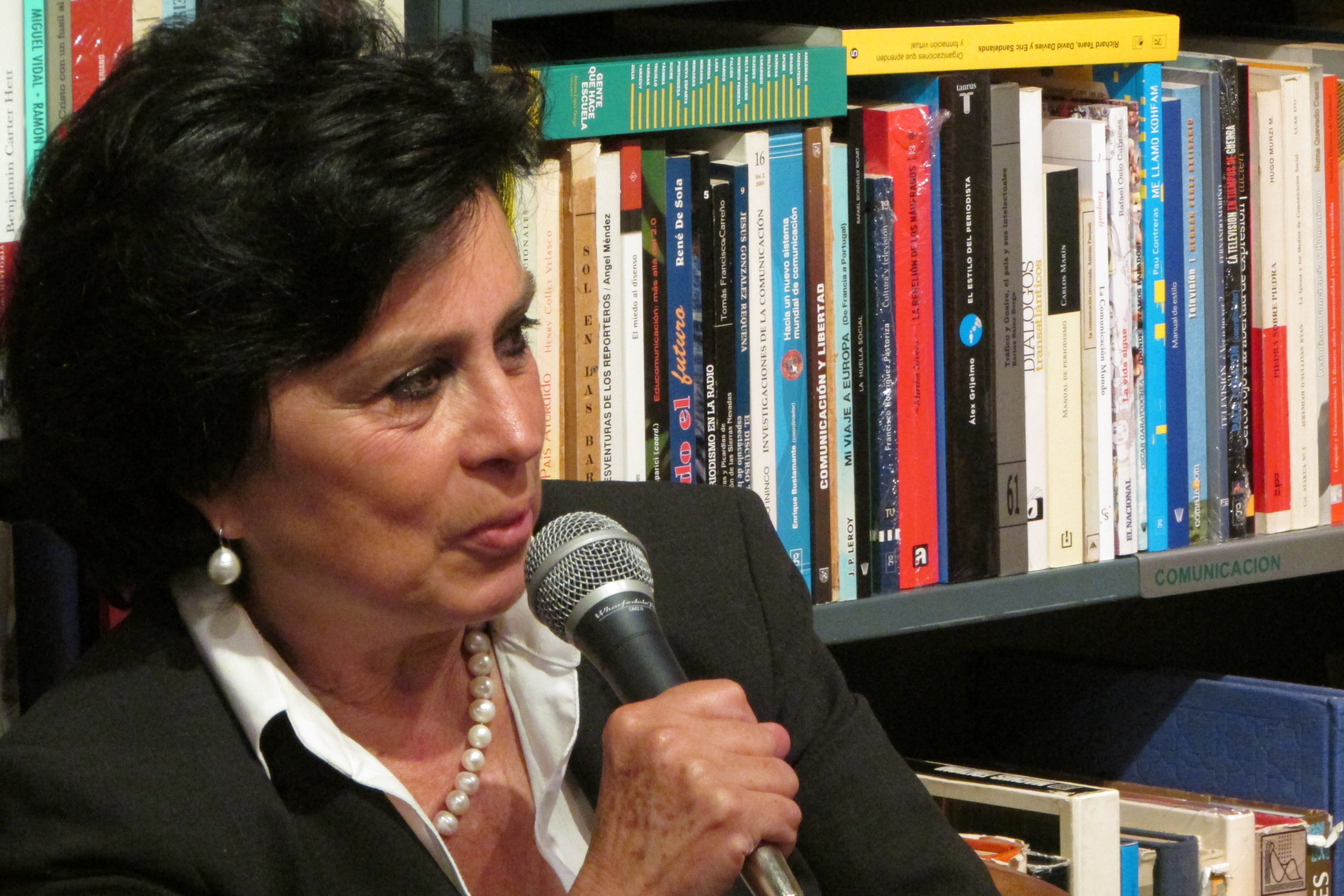
Laura Restrepo (* 1950)

- Restrepo, Marcela (* 1995), kolumbianische Fußballspielerin
- Restrepo, Marino (* 1951), kolumbianischer katholischer Redner, Evangelist, Autor und Musiker
- Restrepo, Ximena (* 1969), chilenisch-kolumbianische Leichtathletin und Sportfunktionärin
- Restricted, australischer DJ und Musikproduzent
- Restschikowa, Galina Fjodorowna (1934–1994), sowjetische Sprinterin

### Resv
- Resval, Luv (1998–2022), französischer Rapper
- Resvoll, Thekla Susanne Ragnhild (1871–1948), norwegische Botanikerin und Frauenrechtlerin
- Resvoll-Holmsen, Hanna Marie (1873–1943), norwegische Botanikerin

### Resw
- Reswan, Jefim Anatoljewitsch (* 1957), russischer Arabist und Islamwissenschaftler

### Resz
- Részegh, Tamás (* 1997), rumänischer Eishockeyspieler
- Reszka, Pedro (1872–1960), chilenischer Maler
- Reszke, Édouard de (1853–1917), polnisch-französischer Opernsänger (Bass)
- Reszke, Jean de (1850–1925), polnischer Tenor
- Reszko, Wojciech (* 1956), polnischer Judoka
- Reszowa, Anfissa Anatoljewna (1964–2023), russische Skilangläuferin und BiathletinAnfissa Anatoljewna Reszowa (1964–2023)

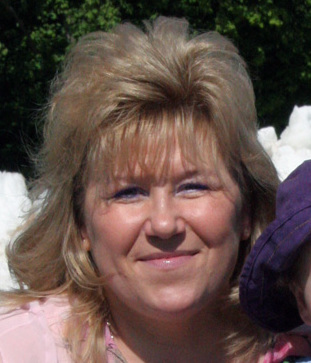
Anfissa Anatoljewna Reszowa (1964–2023)

- Reszowa, Kristina Leonidowna (* 1996), russische Biathletin